# ومبت شائع
الوُمْبَت الشائع هو حيوان جرابي، وهو واحد من ثلاثة أنواع الومبت الموجودة والنوع الوحيد من جنس الومبت (Vombatus). ينمو الومبت الشائع إلى متوسط طوله 98 سم ووزنه 26 كغ.